# Торре-де-Сан-Мартин
Торре-де-Сан-Мартин (исп. Torre de San Martín) — средневековая башня в Теруэле, Арагон, северная Испания. Построена в арагонском стиле мудехар между 1315 и 1316 годами и отреставрирован в XVI веке.
В 1550 году нижнюю часть башни пришлось восстанавливать из-за эрозии, вызванной влажностью. Как и другие постройки в Теруэле, эта воротная башня украшена керамической глазурью. Дорога[какая?] проходит через огибающую арку. Башня берёт своё название от прилегающей к ней церкви Святого Мартина, датированной периодом барокко.
Башня следует схеме альмохадских минаретов, с двумя концентрическими квадратными башнями, между которыми расположены лестницы. Внутренняя башня имеет три этажа, покрытые крещатыми сводами.
Торре-де-Сан-Мартин добавлен в Список наследия ЮНЕСКО в 1986 году вместе с другими постройками стиля мудехар в Теруэле.